# ورزشگاه بروخوگستادیون
ورزشگاه بروخوگستادیون (به آلمانی: Bruchwegstadion) یک ورزشگاه فوتبال در آلمان است که در ماینتس واقع شده‌است.